# Landsforbundet for Kvinders Valgret
Landsforbundet for Kvinders Valgret (LKV) var en dansk paraplyorganisation som under åren 1907–1915 arbetade för kvinnlig rösträtt. LKV kom att omfatta runt 160 lokalförbund och 12 000 medlemmar över hela Danmark. Förbundet var partipolitiskt och religiöst obunden, men förbundsstyrelsen dominerades av kvinnor från det socialliberala partiet Det Radikale Venstre. Förbundet fick trots det betydande framgångar i att samla kvinnor från alla samhällsklasser och politiska åskådningar. LKV var en del av International Woman Suffrage Alliance.

## Historik
Landsforbundet for Kvinders Valgret hade sitt ursprung i den lilla kvinnoorganisationen Politisk Kvindeforening, som var verksam i Köpenhamn. Politiskt hade det en nära anknytning till partiet Det Radikale Venstre och år 1906 gjordes en utbrytning under ledning av bland andra Elna Munch; Johanne Rambusch; som var LKV:s förbundsordförande under hela dess existens; Julie Arenholt, som redigerade dess tidning Kvindevalgret 1908-1912; och Marie Hjelmer, som var LKV:s sekreterare under hela dess existens. Utbrytargruppen bildade Københavns Kvindevalgretsforening, vilken var kortlivad och ombildades till Landsforbundet for Kvinders Valgret hösten 1907. Förbundet koncentrerade sin verksamhet till endast kvinnors rösträtt och utelämnade andra kvinnopolitiska krav, då man menade att det var det mest strategiska för att få denna enda rätt. I rösträttsfrågan hade förbundet en konkurrent i kvinnorättsorganisationen Dansk Kvindesamfund, vilket av LKV anklagades för att föra en alldeles för försiktig linje gällande kvinnors rösträtt och valbarhet. 
Förbundet växte, bl.a. genom en aktiv agitation och genom att förbundet blev representerat i hela landet efter att man hade uppmanat kvinnor och män att upprätta lokalförbund i sina hembygder. Med stöd från huvudorganisationen bedrev de lokala förbunden en omfattande agitations- och upplysningsverksamhet om landets politiska system och rösträttsfrågan. Utvidgningen av verksamheten kan också tillskrivas Elna Munch, förbundets vice ordförande, som genom en omfattande korrespondens och personligt engagemang bidrog till att flera lokala förbund i vitt skilda delar av landet upprättades. Även Munchs partikamrat, Hansine Pedersen, var en viktig person i förbundets utvidgning. I den förbundskrets hon verkade i, Svinningekretsen, växte medlemstalet bara under 1906–1907 till c:a 300 och blev därmed LKV:s största krets efter Köpenhamn, som under samma tidpunkt hade c:a 1 200 medlemmar. Utöver de kvinnliga medlemmarna hade även en betydande skara män anslutit sig till eller på andra sätt stöttade förbundet och dess arbete. I 1910 års förbundsstyrelse fanns exempelvis två män av totalt 15 ledamöter: folkhögskoleföreståndaren Tormod Jørgensen och lärare Pedersen vid Sasum Skole.
År 1908 fick Danmarks kvinnor rösträtt vid de kommunala valen, och deltog för första gången i 1909 års val. Fokus flyttades därmed till kvinnlig rösträtt vid de parlamentariska valen till Rigsdagens båda kammare, Folketinget och Landstinget. Då detta blev verklighet vid grundlagsreformen 5 juni 1915, då landets kvinnor fick samma politiska rättigheter som män, arrangerade LKV tillsammans med Dansk Kvindesamfund och Valgretsforbundet en stor kvinnomarsch genom Köpenhamn till Rigsdagen och Amalienborg, vid vilken mellan 10 000 och 12 000 kvinnor deltog. Denna marsch var menad att visa uppskattning till Rigsdagen för att ha röstat igenom kvinnornas nyvunna rätt samt till kung Kristian X, som trots sin ståndpunkt att kvinnor hade hemmen som sin främsta uppgift, skrev under grundlagsreformen. LKV upplöstes samma år då målet hade uppnåtts.
LKV utgav från och med 1908 tidskriften Kvindevalgret, vilken blev redigerad av Julie Arenholt.

## Personal
Ordförande
- Johanne Rambusch, 1907-1915

Sekreterare
- Marie Hjelmer, 1907-1915